# Municipio de Sheridan (condado de Scott)
El municipio de Sheridan (en inglés: Sheridan Township) es un municipio ubicado en el condado de Scott en el estado estadounidense de Iowa. En el año 2010 tenía una población de 6213 habitantes y una densidad poblacional de 79,76 personas por km².

## Geografía
El municipio de Sheridan se encuentra ubicado en las coordenadas 41°38′51″N 90°36′29″O / 41.64750, -90.60806. Según la Oficina del Censo de los Estados Unidos, el municipio tiene una superficie total de 77.9 km², de la cual 77,9 km² corresponden a tierra firme y (0 %) 0 km² es agua.

## Demografía
Según el censo de 2010, había 6213 personas residiendo en el municipio de Sheridan. La densidad de población era de 79,76 hab./km². De los 6213 habitantes, el municipio de Sheridan estaba compuesto por el 96,83 % blancos, el 0,48 % eran afroamericanos, el 0,18 % eran amerindios, el 0,52 % eran asiáticos, el 0,27 % eran de otras razas y el 1,72 % eran de una mezcla de razas. Del total de la población el 2,14 % eran hispanos o latinos de cualquier raza.